# Ryv
Ryv je vektorová fyzikální veličina charakterizující pohyb, popisuje časovou změnu zrychlení.

## Vlastnosti
- Obvykle se značí {\displaystyle {\vec {j}}}, podle anglického slova jerk (cukat, trhat sebou).
- V základních jednotkách SI má rozměr metr krát sekunda na minus třetí, m·s−3. V praxi se používá i jednotka g/s, kde g je normální tíhové zrychlení.
- Platí pro něj vztahy: {\displaystyle {\vec {j}}={\frac {\mathrm {d} {\vec {a}}}{\mathrm {d} t}}={\frac {\mathrm {d} ^{2}{\vec {v}}}{\mathrm {d} t^{2}}}={\frac {\mathrm {d} ^{3}{\vec {r}}}{\mathrm {d} t^{3}}}}, kde {\displaystyle {\vec {a}}} je zrychlení, {\displaystyle {\vec {v}}} rychlost, {\displaystyle {\vec {r}}} vektor polohy a {\displaystyle t} čas.
- Stejně jako např. u rychlosti lze hovořit o okamžitém, průměrném, maximálním ryvu nebo o jeho skalární velikosti.

## Použití

### Lékařství, fyziologie člověka
Pro některé typy zranění, poškození měkkých tkání (pády do vody, rázy v dopravních prostředcích) je výhodnější popisovat silový účinek pomocí ryvu než pomocí zrychlení. Za kritickou hranici se obvykle považuje 1000 g/s, kdy měkké tkáně přestávají být schopné absorbovat mechanické rázy. Lidský rovnovážný orgán ve vnitřním uchu vnímá kromě zrychlení i ryv. Proto má ryv význam při návrhu kinematické pohody v dopravních prostředcích nebo naopak nepohody při návrhu horských drah.

### Obrábění kovů
Dnešní CNC stroje mají maximální ryv jako jeden z parametrů charakterizující možnosti pohonů. Pohyb nástroje je tedy omezen jak maximální polohou, rychlostí, zrychlením a ryvem.

## Etymologie názvu
Na rozdíl od jiných fyzikálních veličin charakterizujících pohyb není ryv obecně používaný výraz. Jak se má posun k sunutí, pohyb k hýbání tak se má poryv k ryvu.